# Гагер чорногорлий
Га́гер чорногорлий (Cyanolyca pumilo) — вид горобцеподібних птахів родини воронових (Corvidae). Мешкає в Мексиці і Центральній Америці.

## Опис
Довжина птаха становить 25-28 см, вага 47 г. Забарвлення переважно кобальтово-синє, верхня частина тіла дещо темніша. На обличчі і горлі чорна "маска", зверху окаймлена білими "бровами". Очі червонувато-карі, дзьоб і лапи чорні.

## Поширення і екологія
Чорногорлі гагери мешкають в горах на південному сході Мексики (Чіапас), в Гватемалі, Гондурасі і північному Сальвадорі, також спостерігалися на північному заході Нікарагуа. Вони живуть у вологих гірських і хмарних тропічних лісах. Зустрічаються поодинці, парами або невеликими сімейними зграйками, на висоті від 1200 до 3050 м над рівнем моря, переважно на висоті понад 1600 м над рівнем моря. Ведуть деревний спосіб життя. Живляться комахами, павуками, личинками та іншими безхребетними, а також ягодами і стиглими плодами. 